# Китаевские пруды
Китаевские пруды (укр. Китаївські ставки) — группа прудов на ручье Китаевский, расположенные на территории Голосеевского района. Площадь — 4,3 га.

## География
Параметры (длина × ширина) с запада на восток: 269×55 м, 160×40 м, 75×40 м, 140×49 м. Водоёмы относятся к типу дренажных и декоративно-рекреационных.
Голосеевские пруды расположены на территории Голосеевского леса, который в составе Голосеевского национального природного парка, между улицами Китаевская и Пироговский Путь в исторической местности Китаево. Севернее в непосредственной близости расположен Свято-Троицкий монастырь.
Группа представлена 4 водоемами. Они образуют полукруг.
В летний период пруды являются местом отдыха горожан. В зимний период пруды замерзают полностью.
Западный (верхний по течению ручья) пруд является гидрологическим памятником природы местного значения «Верхнее озеро-пруд Китаевского каскада озёр» («Верхнє озеро-ставок з Китаївського каскаду озёр»), согласно решению Киевского горсовета от 2 декабря 1999 года № 147/649.

## Природа
У берегов в воде и на суше присутствует влаголюбивая растительность. Водное зеркало прудов частично зарастают водной растительностью (макрофиты). 7 сообществ растений занесены в Зелёную книгу Украины и одно регионально-редкое сообщество. Фитопланктон представлен 101 видами и внутривидовыми таксонами.
Здесь встречаются водоплавающие птицы.